# Disney's Old Key West Resort
Disney's Old Key West Resort est le premier Disney Vacation Club situé à Walt Disney World Resort. Il a ouvert en octobre 1991 avec 497 villas sous le simple nom de Disney Vacation Club. Mais il a été rebaptisé en janvier 1996 sous son nom actuel afin de permettre l'inauguration le 30 juin 1996, d'un second « Vacation Club » au sein du Walt Disney World, le Disney's BoardWalk Villas. En 1998, la suppression d'un bâtiment permet d’ajouter 34 villas supplémentaires.

## Le thème
L'hôtel restitue l’atmosphère des années 1900 de Key West, un chapelet d’îles en arc de cercle situé à l’extrémité sud de la Floride. 
Cette architecture îlienne se traduit par des bâtiments de 2 niveaux recouverts à l’horizontale de bardages en bois avec des nuances pastel (blanc, rose, vert, bleu), des toits en vert cuivré, des persiennes à claire-voie, des vérandas, galeries et porches couverts. Afin d’en accentuer l’ambiance caraïbienne, l’ensemble est dispersé dans un parc paysager aux multiples essences tropicales, avec de nombreux plans d’eau et  la Sassagoula River qui s’étend le long des bâtiments.

## Les bâtiments
L'entrée principale de l'hôtel se fait au nord par la Community Drive 
Cette route relie la Buena Vista Drive venant de Downtown Disney à la EPCOT Drive desservant Epcot et dessert aussi le Disney's Saratoga Springs Resort situé plus à l'est.
L'hôtel est traversé par un parcours de golf.
L'hôtel comprend 51 bâtiments dont le principal se nomme Hospitality House/Community Hall. La majorité des bâtiments est constituée par des groupes de plusieurs maisonnettes accolées, au nombre de trois à sept. Ces groupes sont numérotés de 11 à 56 et trois autres furent ajoutés plus tard les 62, 63 et 64 après la destruction du Commodore House en 1998. Le numéro 11 est situé juste derrière le bâtiment principal. Les autres s'agencent autour du golf qui prend la forme d'un W à la verticale le long d'un affluent de la Sassagoula River.
L'hôtel s'organise autour de quatre rues: 
- Peninsular Road est la voie principale de l'hôtel qui serpente le long de la rivière et dessert le bâtiment principal et les autres rues. Les bâtiments 23 à 29  et 45 à 48 sont disposés le long de cette rue en bordure de la rivière. Au niveau du bâtiment principal, un pont permet de traverser la rivière.

Les trois rues suivantes s’éloignent vers l’ouest, perpendiculairement à Peninsular Road :
- Miller’s Road est la rue qui débute derrière le bâtiment principal et qui dessert les bâtiments 11 à 22 ainsi que les 62 à 64. Le nom vient de miller (meunier), une profession indispensable pour les îlots de Key West.
- Old Turtle Pond Road est une rue desservant les bâtiments 30 à 44 qui débute au quart sud de la Peninsular Road. Elle se termine en forme de Y dont la branche mène au Turtle Pond une piscine dont le nom vient des bassins (ou nid) à tortues.
- South Point Road est la dernière route à l'extrême sud du complexe. Elle dessert les bâtiments 49 à 56. Ses deux extrémités sont des culs-de-sac.

Bien que l'hôtel ne soit pas constitué d'îlots, l'eau est omniprésente avec ses nombreux plans d’eau et ses différentes activités nautiques. Une navette fluviale permet de le relier à travers la Sassagoula River au Downtown Disney et aux Disney's Port Orleans Resort  French Quarter et Riverside.

## Les services de l'hôtel
L'accueil de l'hôtel se fait dans la Hospitality House situé au nord du complexe juste à l'entrée.

### Les chambres
Le principe du « Vacation Club » réside dans la sensation pour les résidents et surtout pour les membres du Disney Vacation Club de se retrouver dans leur "deuxième maison".
Les villas sont classées selon deux critères, le panorama et la taille (nombre de chambres). 
Les villas  peuvent accueillir 4 à 12 personnes, comprennent une cuisine ou une kitchenette et suivant leur taille, une salle à manger, une baignoire balnéo et de nombreux autres équipements rappelant le standard des demeures américaines. La décoration reste dans les tonalités des îles des Caraïbes avec du mobilier simple, parfois en osier et toujours des coloris pastel.
Les panoramas possibles:
- sur la forêt environnante (Woodland View)
- sur les lacs et bassins répartis dans le Lake Buena Vista Golf Course (Water View)
- sur le golf (Golf Course View)

Les tailles disponibles:
- Le studio comprend outre la chambre et la salle de bains, une kitchenette entièrement équipée et permet d'accueillir jusqu'à quatre personnes dans 37,4 m².
- La version une chambre pour quatre personnes mais avec une superficie plus importante de 101,4 m², comprend une chambre plus vaste, une salle de bains avec baignoire à remous, une cuisine avec salle à manger et un local à blanchisserie avec tous les équipements ménagers d’une maison américaine.
- La version deux chambres rajoute à la version précédente une chambre avec sa salle de bains pour atteindre 132,2m² et permet de loger huit personnes.
- La version trois chambres se présente comme un duplex avec deux chambres à l’étage  pour une superficie de 226,5 m² et une capacité de 12 personnes.

### Les restaurants et bars
- Olivia's Café est un restaurant familial situé dans le Community Hall qui sert de la cuisine des Caraïbes et des Keys. Pour cette raison les menus sont dépendants des saisons. Disney propose certains jours de la semaine des petits-déjeuners avec Winnie l'ourson.
- Good's Food to Go est une cafétéria avec petit-déjeuner continental, déjeuner et dîner avec des salades, sandwiches, hamburgers.
- The Gurgling Suitcase est un café-bar à proximité de la piscine principale.
- Turtle Shack est le bar de la piscine situé à Turtle Pond

### La boutique
Conch Flats General Store est située dans Communauty House et propose une épicerie, la vente de journaux, de souvenirs et d’articles estampillés Disney.

### Les activités possibles
L'hôtel possède deux zones d'activités : le Turtle Krawl incluant la Communauty House et ses environs et le Turtle Shack dans Old Turtle Pond Road.
L'hôtel possède compte quatre piscines:
- La Community House Main Pool est la piscine principale située entre la Community House et la rivière à proximité d'un phare.
- La Turtle Pond Pool est une piscine moyenne mais avec un bar et une salle de jeux. Elle est située dans la Old Turle Pond Road entre les bâtiments 41 et 42.
- Deux autres petites piscines sont disponibles : l’une au nord de l'hôtel entre les bâtiments 19 et 20; l’autre au sud de l'hôtel entre les bâtiments 55 et 56.

Hank's Rent ‘N Return est le service de location de bateaux et de vélos de l'hôtel. Il est situé dans Turtle Krawl.
Le R.E.S.T. Beach Recreation Department possède une salle de remise en forme, un sauna, un service de location d'articles de sports et une salle de massage appelée Slappy Joe’s Massage Room.
Trois terrains de tennis : deux sont situés à proximité du Community Hall et équipés d'éclairage pour la nuit tandis que le troisième est près du bâtiment 34 mais sans éclairage.
Deux salles de jeux vidéo :
- Electric Eel Arcade située dans Turtle Krawl
- Flying Fish Arcade située dans Turtle Shack

Une aire de jeux est à la disposition des enfants à proximité de la piscine de Turtle Krawl.